# Hardwick (condado de Caledonia)
Hardwick es un lugar designado por el censo ubicado en el condado de Caledonia en el estado estadounidense de Vermont. En el año 2010 tenía una población de 1.345 habitantes.

## Geografía
Hardwick se encuentra ubicado en las coordenadas 44°30′7″N 72°21′55″O / 44.50194, -72.36528.